# Comté d'Augusta
Le comté d'Augusta est un comté de Virginie, aux États-Unis, fondé en 1738 par division du comté d'Orange. Situé dans la Vallée de Shenandoah à l'ouest du Commonweatlh de la Virginie, il est le deuxième plus grand comté de l'État en superficie avec 2 515 km2. À l'origine, il était encore plus grand, mais des parties ont été distraites pour former d'autres comtés. Ses frontières actuelles ont été définitivement établies en 1790. Il a été nommé en l'honneur d'Augusta de Saxe-Gotha-Altenbourg, princesse de Galles au moment de la fondation.
Il inclut les villes indépendantes de Staunton, siège du comté et de Waynesboro.
Selon le recensement de 2010, la population du comté était 73 750 habitants ou 118 502 si on rajoute la population des deux villes indépendantes. 

## Géolocalisation
| Comté de Highland   | Comté de Pendleton (Virginie-Occidentale) | Comté de Rockingham |
| Comté de Bath       | comté d'Augusta                           | Comté d'Albemarle   |
| Comté de Rockbridge |                                           | Comté de Nelson     |